# Diploperla kanawholensis
Diploperla kanawholensis is een steenvlieg uit de familie Perlodidae. De wetenschappelijke naam van de soort is voor het eerst geldig gepubliceerd in 1984 door Kirchner & Kondratieff.